# Chiến thuật hải quân

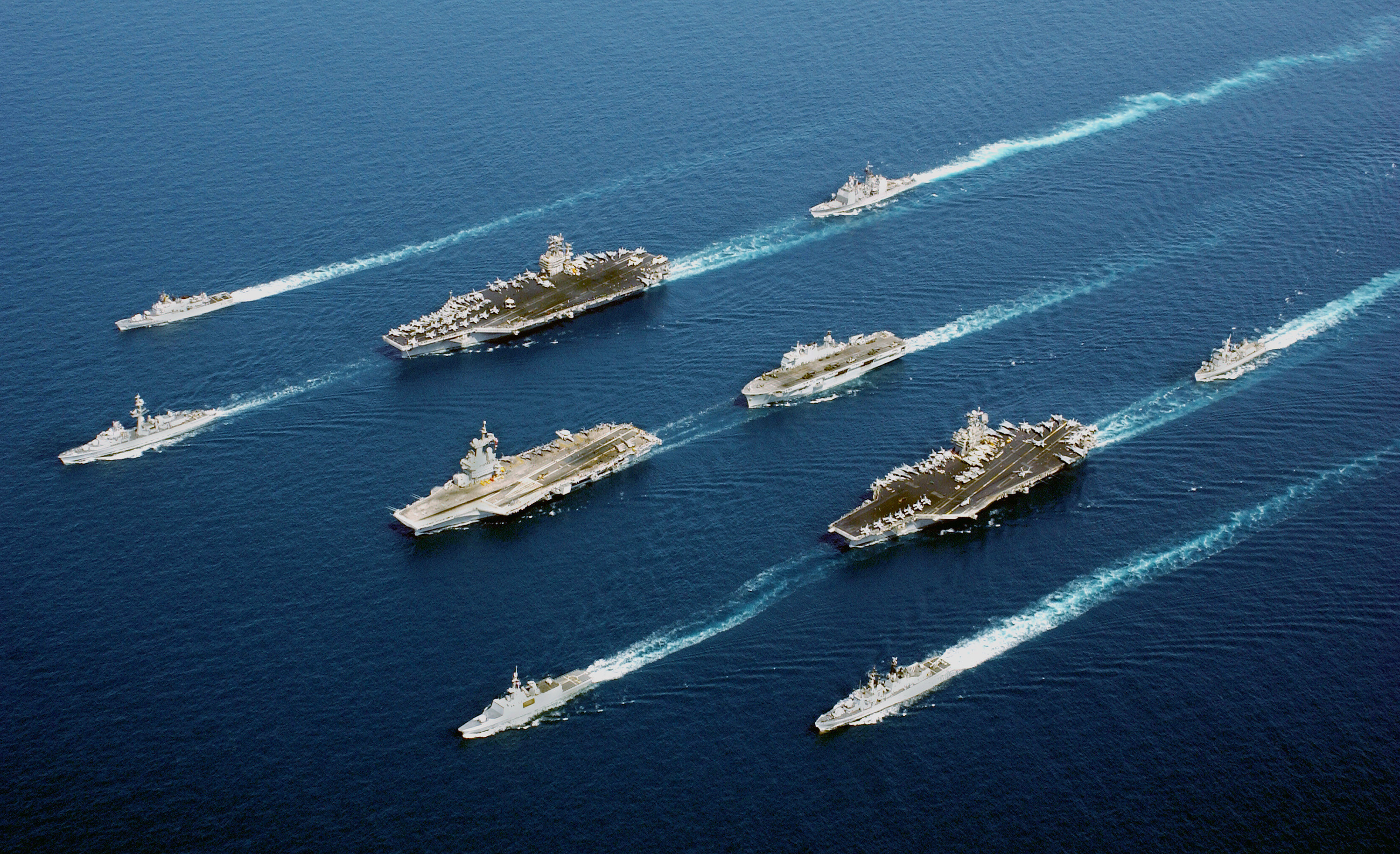
Một hạm đội đa quốc gia gồm 5 nước trong chiến dịch Tự do bền vững trên biển Oman. Năm cột giảm dần, từ trên cùng bên trái xuống dưới cùng bên phải: MM Maestrale (F 570); FS De Grasse (D 612), USS John C. Stennis (CVN 74); FS Charles De Gaulle (R 91), FS Surcouf (F 711); USS Port Royal (CG-73), HMS Ocean (L 12), USS John F. Kennedy (CV 67), HNLMS Van Amstel (F 831); và MM Durand de la Penne (D 560).

Chiến thuật hải quân là tên gọi chung của các phương pháp tham gia chiến đấu và đánh bại tàu chiến, hoặc cả hạm đội quân địch trong một trận hải chiến, tầm mức tương đương chiến thuật của lực lượng quân sự chiến đấu trên bộ.
Chiến thuật hải quân khác biệt với chiến lược hải quân. Chiến thuật hải quân liên quan đến các hoạt động chiến đấu trên chiến trường biển, trong khi chiến lược hải quân liên quan đến chiến lược tổng thể để đạt được chiến thắng và các hoạt động quy mô lớn, mà theo đó một vị chỉ huy sẽ ấn định những lợi thế chiến đấu dài lâu hoặc lợi thế cho một trận quyết chiến chiến lược trên biển.
Chiến thuật hải quân hiện đại dựa trên các học thuyết chiến thuật được phát triển từ sau Thế chiến II, sau sự lỗi thời của tàu chiến và sự phát triển của tên lửa tầm xa. Do không có xung đột hải quân lớn kể từ sau Thế chiến II, ngoài Chiến tranh hải quân Ấn Độ-Pakistan năm 1971 và Chiến tranh Falklands, nhiều học thuyết chỉ phản ánh trong các kịch bản, chúng được tạo ra và phát triển cho mục đích lập kế hoạch. Các nhà phê bình quân sự cho rằng sự sụp đổ của Liên Xô cùng với việc giảm quy mô và năng lực của Hải quân Nga làm cho hầu hết các kịch bản hạm đội như vậy trở nên lỗi thời.

## Các vấn đề chính
Một khái niệm trung tâm trong chiến tranh hải quân hiện đại của phương Tây là không gian chiến đấu: một vùng nước xung quanh một lực lượng hải quân trong đó họ có đầy đủ năng lực trong việc phát hiện, theo dõi, tấn công và tiêu diệt các mối đe dọa trước khi chúng có thể gây nguy hiểm. Trong mọi hình thức chiến tranh, một mục tiêu quan trọng là phát hiện kẻ thù đồng thời tránh bị phát hiện.
Biển mở cung cấp không gian chiến đấu thuận lợi nhất cho một hạm đội tàu nổi. Trong vùng có đất nổi (như đảo,...) hoặc trong một vùng biển kín sẽ hạn chế tính cơ động trong tác chiến, giúp kẻ địch dễ dàng dự đoán vị trí của hạm đội và khiến việc phát hiện lực lượng địch trở nên khó khăn hơn. Ở vùng nước nông, việc phát hiện tàu ngầm và thủy lôi là vấn đề vô cùng đặc biệt.
Một kịch bản là trọng tâm trong kế hoạch hải quân của Mỹ và Khối NATO trong thời kỳ Chiến tranh Lạnh là xung đột giả định giữa hai hạm đội hiện đại và được trang bị tốt trên biển, cuộc đụng độ của Hoa Kỳ/NATO và Liên Xô/Khối Warszawa. Do bởi Chiến tranh Lạnh đã kết thúc mà không có chiến tranh trực tiếp giữa hai bên, kết quả cuộc xung đột giả định như vậy vẫn chỉ là giả thuyết, nhưng kịch bản đó vẫn còn gây ảnh hưởng đến giai đoạn sau Chiến tranh Lạnh, về việc nhiều tàu tên lửa chống hạm của Mỹ cố gắng tấn công các hải cảng và hạm đội Liên Xô. Dẫn đến chiến lược bất ngờ của lực lượng tên lửa chống hạm, kết quả của một cuộc đụng độ như vậy là đã rõ ràng.
Việc xem xét chính tập trung vào Nhóm tàu sân bay chiến đấu (CVBG). Những người chỉ trích học thuyết hải quân hiện nay tranh luận rằng mặc dù một trận chiến hạm đội như vậy khó có thể xảy ra trong tương lai gần, lối tư duy từ thời Chiến tranh Lạnh vẫn tiếp tục chi phối hoạt động huấn luyện hải quân. Tuy nhiên, những người khác tập trung vào việc gia tăng ngân sách hải quân của Nga, Nam Á và Đông Á có khả năng dẫn đến chiến tranh hải quân thông thường trong tương lai khiến học thuyết này có thể sẽ trở lại một lần nữa.
Chiến thuật hải quân và hệ thống vũ khí hải quân có thể được phân loại theo nhóm đối thủ mà họ dự định chiến đấu. Vũ khí phòng không (AAW) liên quan đến hoạt động chống lại tấn công từ máy bay và tên lửa. Chiến tranh chống tàu ngầm (ASW) tập trung vào tấn công và phòng thủ chống lại tàu ngầm của kẻ thù.
Mối đe dọa chính yếu trong chiến đấu hải quân hiện đại là tên lửa hành trình trên không, được phóng ra từ nhiều bề mặt, dưới mặt nước hoặc trên không. Với tốc độ tên lửa lên tới Mach 4, thời gian khởi động bay tấn công có thể chỉ vài giây và những tên lửa như vậy có thể được thiết kế để "lướt qua biển" chỉ cách mặt nước biển vài mét. Chìa khóa để phòng thủ thành công được lập luận là phải phá hủy bệ phóng trước khi chúng khai hỏa, do đó loại bỏ một số mối đe dọa tên lửa cùng một lúc. Điều này không phải lúc nào cũng khả thi nên Vũ khí phòng không (AAW) cần được cân bằng giữa các trận không chiến vòng ngoài và vòng bên trong. Chiến thuật tên lửa hiện đại hầu hết tập trung vào việc tấn công theo cách của Harpoon hoặc Exocet hoặc nhắm mục tiêu trên đường chân trời, chẳng hạn như Tomahawk hoặc Silkworm. Phòng thủ tên lửa tầm gần trong thời hiện đại phụ thuộc rất nhiều vào Hệ thống vũ khí đánh gần (CIWS) như Phalanx CIWS hoặc Goalkeeper CIWS.
Mặc dù di chuyển dưới nước và có tốc độ thấp hơn, ngư lôi cũng là mối đe dọa nguy hiểm tương tự. Giống như trường hợp của tên lửa, ngư lôi cũng là loại vũ khí tự hành và có thể được phóng từ sàn trên tàu, phóng từ dưới mặt đất, và bay trên không. Các phiên bản hiện đại của loại vũ khí này tích hợp nhiều lựa chọn công nghệ dẫn đường đặc biệt phù hợp với mục tiêu cụ thể của chúng. Có rất ít loại vũ khí có thể tiêu diệt ngư lôi so với tên lửa.
Tàu ngầm với các loại vũ khí phóng dưới mặt đất, là mối đe dọa nghiêm trọng đối với các hoạt động hải quân thông thường. Lớp vỏ của tàu ngầm không phản xạ và động cơ đẩy phản lực yên tĩnh khiến tàu ngầm hiện đại lợi thế tàng hình. Việc chuyển sang các hoạt động nước nông đã làm tăng đáng kể lợi thế này. Mối đe dọa từ tàu ngầm có thể buộc một hạm đội phải tập trung mọi nguồn lực để chống lại, bởi vì một tàu ngầm đối phương không bị phát hiện rõ ràng có thể gây chết người. Mối đe dọa do tàu ngầm Anh gây ra trong Chiến tranh Falklands năm 1982 là một trong những lý do khiến Hải quân Argentina bị hạn chế trong hoạt động. Một chiếc tàu ngầm duy nhất trên biển cũng tác động đến các hoạt động trong Chiến tranh Hải quân Ấn Độ-Pakistan năm 1971.
Các lực lượng hải quân thông thường được coi là có khả năng triển khai sức mạnh quân sự. Trong một số hoạt động của hải quân, tàu sân bay đã được sử dụng để hỗ trợ các lực lượng chiến đấu trên bộ bên cạnh việc kiểm soát trên không và trên biển. Các tàu sân bay đã chiến đấu theo cách này trong Chiến tranh vùng Vịnh.

## Lịch sử
Chiến thuật hải quân đã phát triển theo thời gian cùng với sự phát triển trong công nghệ hải quân nói chung và sự phát triển của tàu chiến nói riêng. Sự phát triển của chiến thuật hải quân có thể được hiểu rõ nhất bằng cách chia lịch sử hải quân theo các giai đoạn chính:
- Chiến thuật Thuyền Chèo: chiến thuật hải quân từ thời xa xưa đến Trận Lepanto năm 1571, đây là trận đánh lớn cuối cùng của thuyền chèo.
- Chiến thuật Thuyền Buồm: các chiến thuật hải quân của thuyền buồm bắt đầu là từ cuối thế kỷ 16, bao gồm cả sự phát triển của chiến tuyến.
- Chiến thuật Thuyền Hơi nước: Sự phát triển của tàu thiết giáp hơi nước dẫn đến chiến thuật mới được phát triển bởi lớp tàu Dreadnought. Thủy lôi, ngư lôi, tàu ngầm và máy bay đặt ra mối đe dọa mới, mỗi trong số đó đã hình thành cách phòng chống, dẫn đến sự phát triển chiến thuật như tác chiến chống tàu ngầm và việc sử dụng ngụy trang. Vào cuối thời kỳ hơi nước, hàng không mẫu hạm và tàu ngầm đã thay thế các thiết giáp hạm như là lực lượng chính của hạm đội.

Chiến thuật hải quân trong thời kỳ hiện đại bắt đầu bằng việc thay thế súng hải quân bằng tên lửa và máy bay chiến đấu tầm xa kể từ sau Thế chiến II, và là cơ sở cho hầu hết các học thuyết chiến thuật được sử dụng ngày nay.

## Xung đột từ sau Thế chiến II

### Cuộc chiến hải quân Ấn Độ-Pakistan năm 1971
Các chiến trên biển giữa Ấn Độ và Pakistan vào năm 1971 là cuộc xung đột nghiêm trọng nhất liên quan đến lực lượng hải quân kể từ sau Thế chiến II. Hơn hai nghìn thủy thủ đã chết, và nhiều tàu bị chìm. Đáng kể, tàu ngầm đầu tiên đánh đắm tàu biển kể từ Thế chiến II xảy ra khi tàu ngầm PNS Hangor của Pakistan đánh chìm tàu khu trục ASW của Ấn Độ INS Khukri. Kỹ thuật phát hiện tàu ngầm, ngư lôi dẫn đường, không kích vào các cơ sở hải quân và tên lửa đều được sử dụng trong cuộc chiến này.
Trong cuộc chiến tranh giữa hai nước tại mặt trận phía tây, Hải quân Ấn Độ đã tấn công thành công cảng Karachi của Pakistan trong Chiến dịch Trident vào đêm 4 và 5 tháng 12, sử dụng tàu tên lửa, đánh chìm tàu khu trục PNS Khaibar và tàu quét mìn PNS Muhafiz của Pakistan; PNS Shah Jahan cũng bị hư hỏng nặng. Đáp trả, các tàu ngầm Pakistan đã tìm kiếm các tàu chiến lớn của Ấn Độ. 720 thủy thủ Pakistan bị giết hoặc bị thương, Pakistan mất nhiên liệu dự trữ và nhiều tàu thương mại, do đó làm tê liệt Hải quân Pakistan. Sự tham gia hơn nữa trong cuộc xung đột. Chiến dịch Trident được theo sau bởi Chiến dịch Python vào đêm 8 và 9 tháng 12, trong đó các tàu tên lửa Ấn Độ tấn công cảng Karachi, dẫn đến phá hủy thêm các bể chứa nhiên liệu dự trữ và đánh chìm ba tàu buôn Pakistan. Vì trụ sở hải quân của Pakistan và gần như toàn bộ hạm đội của nó hoạt động từ thành phố cảng Karachi, đây là một chiến thắng chiến lược lớn giúp hải quân Ấn Độ đạt được ưu thế hoàn toàn về hải quân và phong tỏa một phần Pakistan.
Tại mặt trận phía đông của cuộc chiến, Bộ Tư lệnh Hải quân Đông Ấn đã cô lập hoàn toàn Đông Pakistan bằng một cuộc phong tỏa hải quân ở Vịnh Bengal, khóa Hải quân Đông Pakistan và tám tàu buôn nước ngoài ở cảng của họ. Từ ngày 4 tháng 12 trở đi, tàu sân bay INS Vikrant đã được triển khai và máy bay ném bom chiến đấu Hawker Sea Hawk của nó đã tấn công nhiều thị trấn ven biển ở Đông Pakistan bao gồm Chittagong và Cox's Bazar. Pakistan chống lại mối đe dọa bằng cách gửi tàu ngầm PNS Ghazi, đã chìm trong tình huống bí ẩn ngoài khơi bờ biển Visakhapatnam. Vào ngày 9 tháng 12, Hải quân Ấn Độ đã chịu tổn thất lớn nhất trong thời chiến khi tàu ngầm Pakistan PNS Hangor đánh chìm tàu khu trục INS Khukri ở Biển Ả Rập, dẫn đến thiệt mạng của 18 sĩ quan và 176 thủy thủ.

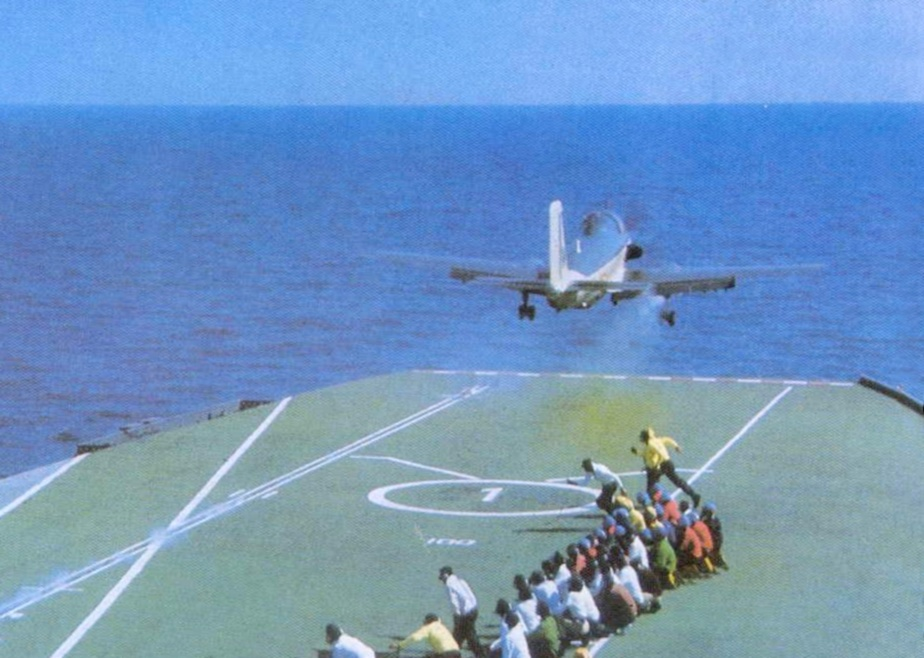
Tàu sân bay của Ấn Độ INS Vikrant với một Alize đang cất cánh.

Thiệt hại gây ra của Hải quân Pakistan là 7 pháo hạm, 1 tàu quét mìn, 1 tàu ngầm, 2 tàu khu trục, 3 tàu tuần tra thuộc lực lượng bảo vệ bờ biển, 18 tàu chở hàng, cung cấp và liên lạc, và thiệt hại quy mô lớn gây ra cho căn cứ hải quân và bến cảng ở thị trấn ven biển của thành phố Karachi. Ba tàu hải quân thương gia - Anwar Baksh, Pasni và Madhumathi -  và mười tàu nhỏ hơn đã bị bắt. Khoảng 1900 quân nhân đã thiệt mạng, 1413 quân nhân đã bị lực lượng Ấn Độ bắt giữ tại thủ đô Dhaka. Theo một học giả người Pakistan, Tariq Ali, Pakistan đã mất một nửa hải quân trong cuộc chiến.

### Chiến tranh Falklands
Chiến tranh Falkland năm 1982 đã trở thành cuộc xung đột nghiêm trọng tiếp theo liên quan đến lực lượng hải quân kể từ sau Thế chiến II. Giao tranh đầu tiên là giữa Không quân Argentina trên đất liền và lực lượng hải quân Anh trên các hàng không mẫu hạm. Lực lượng hải quân Argentina chỉ đóng vai trò thứ yếu trong cuộc xung đột.
Cuộc chiến đã chứng minh tầm quan trọng của cảnh báo sớm trên không của hải quân (AEW). Quan trọng đối với thành công của Anh là việc bảo vệ hai tàu sân bay của Hải quân Hoàng gia, HMS Hermes và HMS Invincible. Năm 1982, Hải quân Hoàng gia với năng lực radar cảnh báo trên không đã hoạt động hiệu quả, do đó, để bảo vệ lực lượng đặc nhiệm hải quân Anh, một số tàu khu trục và tàu frigate đã được gửi đi làm nhiệm vụ rà soát với trang bị radar để tạo thành tuyến phòng thủ đầu tiên chống lại các cuộc không kích của Argentina. Kết quả là, người Anh đã mất tàu khu trục Type 42 HMS Sheffield sau một cuộc tấn công tên lửa Exocet của Argentina. Sau cuộc xung đột, Hải quân Hoàng gia đã sửa đổi một số máy bay trực thăng Westland Sea King cho vai trò AEW. Các hải quân khác (bao gồm Pháp, Tây Ban Nha và Ý) kể từ đó đã trang bị máy bay hoặc máy bay trực thăng AEW trên các tàu sân bay của họ.
Cuộc xung đột cũng dẫn đến mối quan tâm ngày càng tăng đối với khả năng phòng thủ chặt chẽ của các tàu hải quân, bao gồm các Hệ thống vũ khí đánh gần (CIWS) như là một biện pháp phòng thủ cuối cùng chống lại các tên lửa. Cuộc tấn công vào tàu khu trục USS Stark của Mỹ khi tuần tra ở Vịnh Ba Tư năm 1987 cũng nhấn mạnh sự nguy hiểm của tên lửa chống hạm. Trong trường hợp của Stark, các tên lửa Exocet Iraq đã không được phát hiện và hệ thống CIWS  Stark đã không bật lên khi bị tấn công.
Chiến tranh Falklands cũng chứng kiến lần duy nhất mà một tàu chiến bị tàu ngầm chạy bằng năng lượng hạt nhân đánh chìm trong một cuộc tấn công, khi tàu ngầm HMS Conqueror chạy bằng năng lượng hạt nhân của Anh tấn công tàu tuần dương ARA General Belgrano của Argentina bằng ngư lôi. Với động cơ đẩy đẩy hạt nhân của nó, tàu ngầm đã tiếp cận hầu như không bị phát hiện.

### Xung đột khác
Một chiến dịch hải quân lớn khác đã diễn ra khi Hải quân Hoa Kỳ tiến hành hoạt động bảo vệ các tàu chở dầu thuộc sở hữu của Kuwaiti ở Vịnh Ba Tư trong khoảng từ 1987 đến 1988, trong thời gian Chiến tranh Iran-Iraq.
Lực lượng hải quân đã đóng vai trò hỗ trợ trong một số trận chiến trên bộ. Các thiết giáp hạm Hoa Kỳ hỗ trợ hỏa lực trong Chiến tranh Việt Nam và Chiến tranh vùng Vịnh năm 1991. Trong Chiến tranh Falklands, các khu trục hạm và tàu frigate của Anh đã tiến hành pháo kích vào các vị trí của Argentina.
Chiến tranh giành độc lập Croatia và sau Chiến tranh Bosnia chứng kiến một số hoạt động hải quân, khởi đầu khi Hải quân Nam Tư tuyên bố phong tỏa đường vào Dalmatia từ tháng 9 đến tháng 12 năm 1991 và sau đó trong 1994-1995, khi hải quân của NATO mở màn hoạt động Sharp Guard, đã triển khai một số đơn vị đến biển Adriatic để thực thi lệnh cấm vận vũ khí của Liên Hợp Quốc đối với Nam Tư (cũ). Các hoạt động sau đó nhằm vào Nam Tư (cũ) như Chiến dịch Deliberate Force và Allied Force đã đưa ra sử dụng máy bay quân sự trên biển và phóng tên lửa hành trình Tomahawk chống lại các mục tiêu của người Serb. Các tàu chiến của Anh và Úc đã hỗ trợ hỏa lực cho chiến dịch Al-Faw trong Cuộc tấn công Iraq 2003. Các lực lượng hải quân Hoa Kỳ và Anh đã sử dụng lại tên lửa hành trình Tomahawk tấn công các mục tiêu trên bộ trong quá trình chiến đấu kể từ khi kết thúc Chiến tranh Lạnh, cũng như mở cửa sự can thiệp quốc tế vào Nội chiến Libya, trong đó Lực lượng Vũ trang Anh đóng vai trò quyết định.
Vụ đánh bom USS Cole khi một tàu khu trục Mỹ là Aegis hiện diện ở Yemen vào tháng 10 năm 2000, đã dẫn đến một nỗi lo rủi ro khủng bố trong khi tàu chiến đang trong cảng hoặc gần bờ biển thù địch. Chiến tranh chống khủng bố cũng đã tăng cường nhận thức về vai trò của hải quân chống khủng bố. Cuộc xâm lược Afghanistan do Hoa Kỳ lãnh đạo đã tái khẳng định vai trò của sức mạnh không lực hải quân, máy bay từ tàu sân bay Mỹ đã sử dụng hầu hết các chủng loại tại Afghanistan chống lại lực lượng Taliban và Al-Qaeda. Hơn 90% đạn dược do Hải quân Hoa Kỳ chuyển giao trong Chiến dịch Tự do bền vững là loại đạn được dẫn đường chính xác. Một số quốc gia đã đóng góp tàu và máy bay tuần tra hàng hải để ngăn chặn Al-Qaeda tiếp cận Biển Ả Rập và Ấn Độ Dương, bao gồm Mỹ, Úc, Anh, Canada, Đức, Hà Lan và New Zealand. Pháp và Ý cũng sử dụng máy bay từ tàu sân bay của họ tại chiến trường Afghanistan. Các lực lượng đặc biệt hoạt động từ các tàu sân bay Mỹ và Anh, đặc biệt là USS Kitty Hawk. Máy bay thường được sử dụng để tuần tra trên biển như Nimrod và P-3 Orion cũng được sử dụng trong vai trò giám sát trên bộ đối với Afghanistan trước và trong cuộc xâm lược Iraq năm 2003.